# Češka književnost
Češka književnost odnosi se na književna djela na češkom jeziku ili djela pisaca iz Češke.
Prvi spomen češke pismenosti i književnosti je "Legenda o sv. Ćirilu i Metodu" te djelo izvjesnog svećenika koji piše o životu kneza Václava. Iz latinskog razdoblja izdvaja se duhovna pjesma "Hospodine, pomiluj ny" te "Svetovaclavska pjesma" kao i brojna djela historiografa Kozme (Kosmas). U to vrijeme nastaje i roman u stihovima o Aleksandru Velikom "Aleksandreida". Autor "Dalimilove kronike" s početka 14. stoljeća staje u obranu češkog jezika i češke nacionalnosti.
Djelo "Moralni i poučni spisi" Tomáša Štitnega predstavljaju vrhunac stare češke književnosti. Djelovanje Jana Husa, vođe reformatorskog i nacionalnog pokreta, važno je za pravopisne reforme te širenja pismenosti. Za vrijeme Husitskih ratova nastaju brojna djela posvećena borbi između husita i katolika. Kasnije je djelovanje Jana Husa naslijedio biskup Jan Amos Komenski. 
Uoči 1848. godine u češkoj književnosti osjeća se utjecaj zapadnoeuropskog romantizma, kao i politička tematika. Krajem 19. stoljeća počela se razvijati modernistička lirika. U razdoblju između Prvog i Drugog svjetskog rata razvija se poezija. Nakon Drugog svjetskog rata, zbog komunističkih represija, brojni književnici napuštaju Češku.

## Poznati književnici
- Franz Kafka
- Božena Němcová
- Jaroslav Seifert
- Karel Čapek
- Jaroslav Hašek
- Bohumil Hrabal
- Milan Kundera
- Václav Havel
- Karel Jaromír Erben
- Vladislav Vančura
- Viktor Dyk
- Ján Kollár
- Jiří Wolker
- Michal Viewegh